# Fortuna Hemgården
Fortuna Hemgården är ett delområde i stadsdelen Husie, Malmö.
Delområdet ligger mellan Tullstorpsvägen och Yttre Ringvägen, norr om Sallerupsvägen. Området tillkom 2009. Större delen tillhörde tidigare delområdet Södra Sallerup, men den före detta byn Tullstorp tillhörde tidigare Toftanäs.